# Hyalopsyche rivalis
Hyalopsyche rivalis là một loài Trichoptera trong họ Dipseudopsidae. Chúng phân bố ở miền Ấn Độ - Mã Lai.

## Synoniemen
- Hyalopsychodes rivalis